# Teoría gubernamental de la expiación
La teoría gubernamental de la expiación (también conocida como teoría rectoral', o la teoría del gobierno moral) es una doctrina de la teología cristiana relativa al significado y efecto de la muerte de Jesucristo. Enseña que Cristo sufrió por la humanidad para que Dios pudiera perdonar a los humanos sin castigarlos, manteniendo la justicia divina. En la era moderna se enseña con más frecuencia en los círculos protestantes no calvinistas, aunque también hay que tener en cuenta que Arminius, John Wesley y otros Arminianos nunca hablan claramente de ella. Se extrae principalmente de las obras de Hugo Grocio y de teólogos posteriores como John Miley y H. Orton Wiley.

## Definición
La teoría gubernamental sostiene que el sufrimiento de Cristo fue una expiación sustitutiva real y significativa del castigo que merecen los humanos, pero no consistió en que Cristo recibiera el castigo exacto que merecían las personas pecadoras. En cambio, Dios demostró públicamente su desagrado con el pecado a través del sufrimiento de su propio Hijo sin pecado y obediente como propiciación. El sufrimiento y la muerte de Cristo sirvieron como sustituto del castigo que los seres humanos podrían haber recibido. Sobre esta base, Dios es capaz de extender el perdón mientras mantiene el orden divino, habiendo demostrado la gravedad del pecado y permitiendo así que su ira "pase por encima".

## Historia

### Orígenes
La teoría gubernamental surgió en oposición al Socinianismo. Hugo Grocio (1583-1645) escribió Defensio fidei catholicae de satisfactione Christi (1617) [Defensa de la fe universal sobre la satisfacción dada por Cristo], en la que utilizó la semántica extraída de su formación en derecho y su visión general de Dios como gobernador moral (gobernante) del universo. Grocio demostró que la atención aplacaba a Dios en su papel divino de rey y juez cósmico, y especialmente que Dios no podía simplemente haber pasado por alto el pecado, como afirmaban los socinianos.

### Evolución
La edición original de la Defensa se reimprimió en Oxford en 1636; y la primera traducción se hizo en 1692. Los escritos teológicos de Grocio se publicaron en cuatro volúmenes folio en Londres y Ámsterdam en 1679. La teoría grotiana fue adoptada en Inglaterra por Samuel Clarke (1675-1729) y parcialmente por Richard Baxter (1615-1691). Los escritos de Grocio también se publicaron en Basilea en 1732. Se encontraban en la biblioteca del Harvard College en 1723 y en la del Yale College en 1733. La primera obra de Grocio fue traducida al inglés por F. H. Foster y publicada en Andover en 1889.
Variaciones de la teoría gubernamental de la expiación han sido propugnadas en la escuela de pensamiento New Divinity (una etapa de la teología de Nueva Inglaterra) por los seguidores del calvinista Jonathan Edwards (1703-1758).. Es posible que el propio Edwards sostuviera este punto de vista, aunque esto se discute, y sostenida por su hijo Jonathan Edwards Jr. La teoría de la expiación del líder Revival Charles Grandison Finney (1792-1875) está notablemente influida por las teorías gubernamental y de influencia moral.
La teoría gubernamental de la expiación prosperó en el metodismo del siglo XIX, aunque John Wesley no la sostuvo él mismo. John Wesley sostuvo claramente el punto de vista de la sustitución penal. Este punto de vista ha sido notablemente detallado por el teólogo metodista John Miley (1813-1895) en su Expiación en Cristo y su Teología Sistemática. También fue fuertemente sostenida por William Booth y el Ejército de Salvación.
La teoría gubernamental de la expiación también es defendida por algunos teólogos de la Iglesia del Nazareno, como J. Kenneth Grider, Henry Orton Wiley, R. Larry Shelton y H. Ray Dunning. Si se enseña tradicionalmente en los círculos Arminianos, sin embargo, según Roger Olson, es incorrecto afirmar que todos los arminianos están de acuerdo con este punto de vista porque, como él afirma: "Arminius no lo creía, ni tampoco Wesley ni algunos de sus seguidores del siglo XIX. Tampoco lo creen todos los arminianos contemporáneos".

## Características

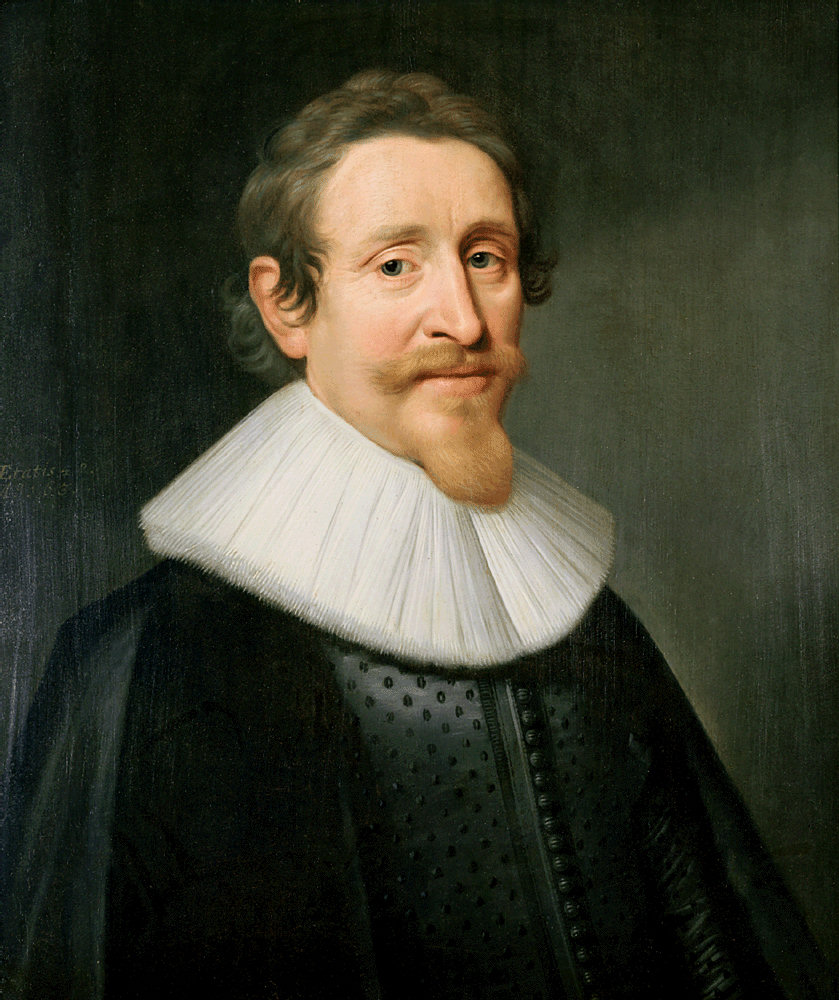
Retrato de Hugo Grotius por Michiel Jansz. van Mierevelt, 1631

- Remisibilidad de las penas: No hay razón suficiente para que el pecado deba ser castigado únicamente por su demérito. El perdón del pecador real, como una remisión real de la pena en el momento de su justificación y aceptación en el favor divino, es una prueba positiva de lo contrario.[21] Así, en esta teoría, el castigo es innecesario.[22][23]
- Disposición sustitutiva: Como las penas son remisibles, tienen un fin especial en interés del gobierno moral, pueden dar lugar a cualquier medida sustitutiva que asegure igualmente ese fin.[21]
- Sustitución por expiación: Los sufrimientos de Cristo son una expiación por el pecado por sustitución, en el sentido de que fueron soportados intencionalmente por los pecadores bajo condena judicial, y en aras de su perdón.[21]
- Paradigma objetivo: Puesto que la expiación de Cristo es sustitutiva, la teoría se basa en un paradigma objetivo.[24]
- Sustitución en el sufrimiento: La sustitución es en sufrimiento sin el elemento penal.[21] Un presupuesto importante es que una sustitución penal vicaria es imposible.[25] Miley afirma: "Nada podría ser castigado en Cristo que no fuera transferido a Él, y en algún sentido real hecho suyo. Por lo tanto, si el pecado, con su demérito, no pudo [...] ser puesto sobre Cristo por imputación, ningún castigo que Él sufrió recayó sobre tal demérito, o mal intrínseco del pecado."[26]
- Los sufrimientos de Cristo son un equivalente del castigo de los hombres: Los sufrimientos de Cristo deben ser considerados, no como el equivalente exacto del castigo de los hombres, sino sólo en el sentido de que la dignidad del gobierno divino fue tan efectivamente sostenida y vindicada, como lo habría sido si los hombres hubieran recibido el castigo merecido.[21]
- Alcance ilimitado de la sustitución: Según la teoría gubernamental, la muerte de Cristo no se aplica a los individuos directamente, sino a la Iglesia como entidad corporativa. En otras palabras, Cristo no hizo una sustitución uno a uno, sino una sustitución general. Desde este punto de vista, la sustitución de Cristo también puede considerarse infinita, de modo que Dios podría aplicar la sustitución a un número arbitrario, no predeterminado, de individuos y a sus pecados.[27]
- Sustitución condicional: El perdón del pecado tiene una condicionalidad en su gracia salvadora.[21] Los individuos participan de la expiación a través de la fe y pueden quedar fuera del alcance de la expiación por la pérdida de la fe.[21]